# 訃報 1998年7月
訃報 1998年7月（ふほう 1998ねん7がつ）では、1998年（平成10年）7月中に物故した、又は物故が報じられた人物についてまとめる。

## （1日 - 15日）

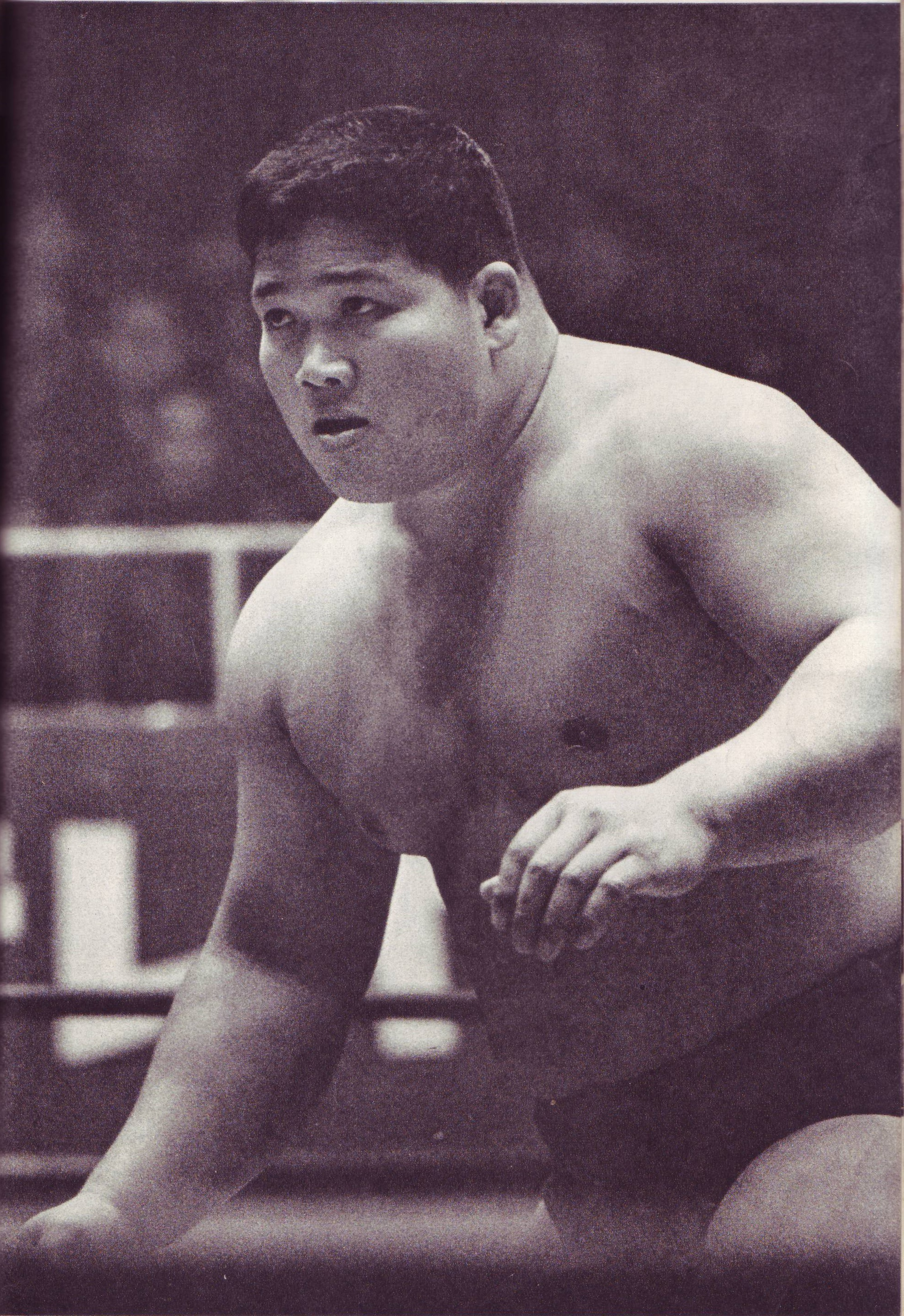
豊登道春／7月1日没

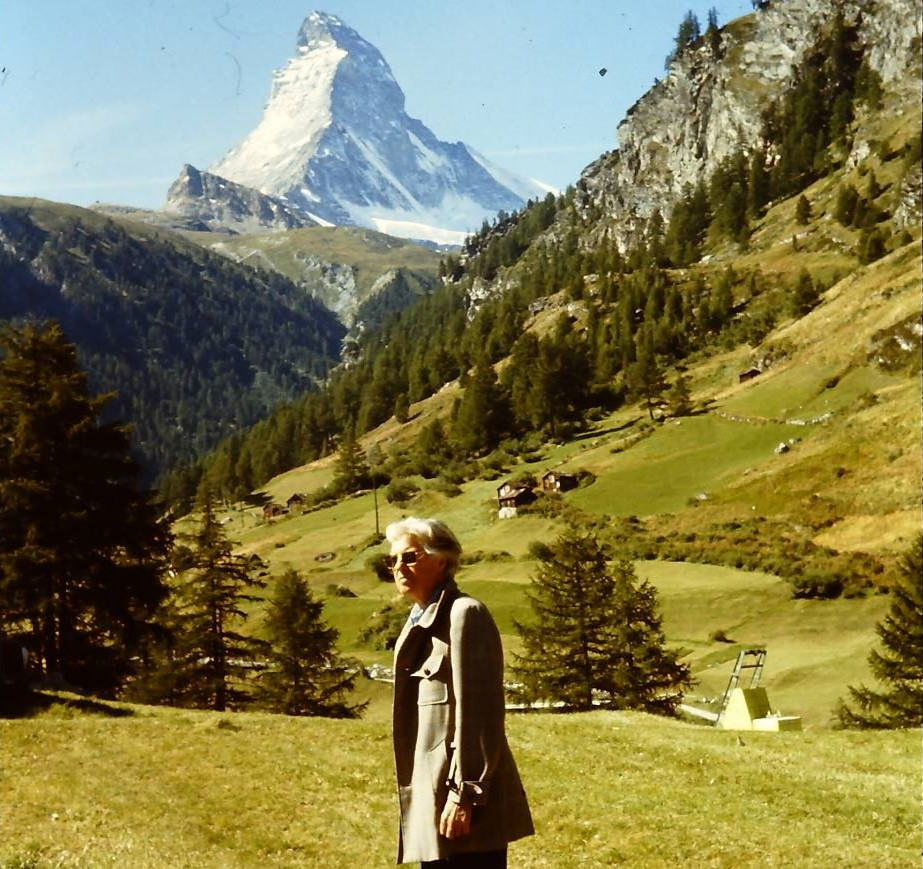
ジョージ・ロイド／7月3日没

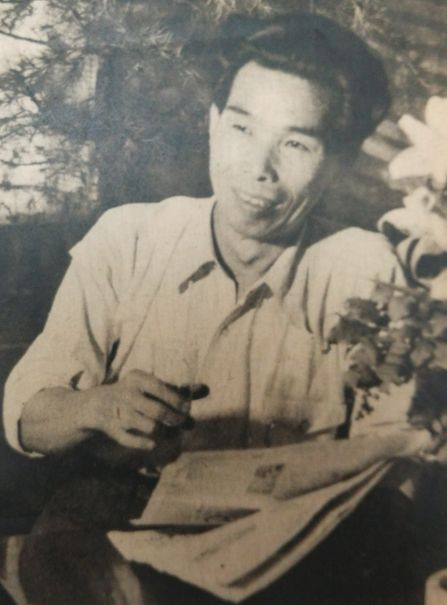
村社講平／7月8日没

- 7月1日 - 豊登道春、元プロレスラー（* 1931年)
- 7月3日 - ジョージ・ロイド、作曲家（* 1913年)
- 7月4日 - 水木かおる、作詞家（* 1926年）
- 7月4日 - 森徹、スキー選手（* 1973年）
- 7月8日 - 村社講平、陸上選手（* 1905年)
- 7月9日 - 幸田宗丸、俳優（* 1920年）
- 7月10日 - 須藤出穂、脚本家（* 1923年）
- 7月11日 - 川口弘、経済学者（* 1914年）
- 7月11日 - 戸嶋平八、タレント（* 1934年）
- 7月12日 - 山田政夫、レーサー (* 1951年)
- 7月14日 - リチャード・マクドナルド、マクドナルド創業者（* 1909年)

## （16日 - 31日）

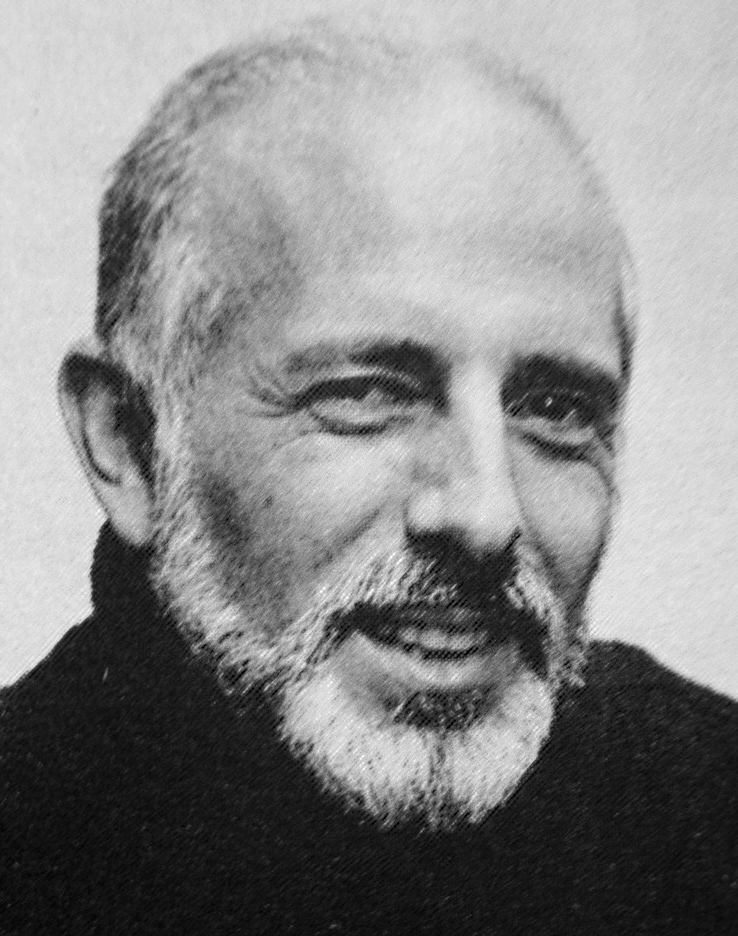
ジェローム・ロビンズ／7月29日没

- 7月16日 - 奥田敬和、政治家、元運輸大臣・自治大臣・郵政大臣（* 1927年)
- 7月20日 - 須賀不二男、俳優（* 1919年)
- 7月20日 - 大原恒一、ロシア文学者、元コロンビア大学客員教授、翻訳家、評論家、実業家 （* 1920年)
- 7月20日 - 秋野豊、元筑波大学助教授（* 1950年)
- 7月23日 - アンドレ・ジェルトレル、ヴァイオリニスト（* 1907年)
- 7月23日 - 藤枝晃、東洋学者（* 1911年）
- 7月26日 - 玉生孝久、政治家、元衆議院議員（* 1924年）
- 7月29日 - ジェローム・ロビンス、舞踊家（* 1918年)
- 7月29日 - 森安敏明、元プロ野球選手（* 1947年)
- 7月31日 - 若林淳至、プロ野球選手（* 1946年）